# Melampsora allii-populina
Melampsora allii-populina är en svampart som beskrevs av Kleb. 1902. Melampsora allii-populina ingår i släktet Melampsora och familjen Melampsoraceae.   Inga underarter finns listade i Catalogue of Life.